# Bembe
Bembe é uma cidade e município da província do Uíge, em Angola.
O município tem 5 655 km² e cerca de 49 mil habitantes. É limitado a norte pelos municípios de Tomboco, Mabanza Congo e Lucunga, a leste pelo município de Songo, a sul pelos municípios de Ambuíla e Quipedro, e a oeste pelo município de Quindeje.
O município é constituído pela comuna-sede, correspondente à cidade de Bembe, e pela comuna de Mabaia. Até setembro de 2024 seu território continha a comuna de Lucunga.